# Realty Income
 (mai 2021).
Realty Income est une entreprise américaine de gestion immobilière.
La société est l'une des rares entreprise de placement immobilier qui verse des dividendes mensuellement plutôt que trimestriellement et a enregistrée une marque déposée pour l'expression "The Monthly Dividend Company".

## Histoire
En avril 2021, Realty Income annonce l'acquisition Vereit pour 11 milliards de dollars, suivi de la scission des activités immobilières de bureaux dans une nouvelle entité nommée Reit.